# Zeche Vereinigte Caroline
Die Zeche Vereinigte Caroline ist ein ehemaliges Steinkohlenbergwerk in Mülheim-Dümpten. Das Bergwerk war auch unter dem Namen Zeche Hufstadt oder Zeche Hustadt bekannt und ist aus einer Wiederinbetriebnahme der Zeche Caroline entstanden.

## Geschichte

### Die Anfänge
Bereits vor dem Jahr 1780 wurde in dem Grubenfeld des Bergwerks Stollenbau betrieben. Die erste Zeche, die in dem Grubenfeld betrieben wurde, war die Zeche Hufstadt. Diese Zeche war bereits vor 1800 als Bergwerksbetrieb der Husstädter-Werke in Betrieb. Jahre später wurde das Bergwerk dann stillgelegt und verlassen. Im Jahr 1810 erfolgte die Neuverleihung des Längenfeldes unter dem Namen Zeche Caroline.

### Der Betrieb als Zeche Caroline
Im Jahr 1810 wurde auf der Zeche Caroline mit dem Übergang zum Tiefbau begonnen. Das am 14. November desselben Jahres verliehene Längenfeld wurde später in ein Geviertfeld umgewandelt und befand sich im Bereich der alten verlassenen Hustädter Werke. Der Tiefbaubetrieb erfolgte über den Göpelschacht Theresia. Dieser hatte an der tiefsten Sohle eine Teufe von 22,5 Lachter. Die größte Teufe des Schachtes lag bei 47 Metern. In diesem Jahr waren ständig Zubußen erforderlich. Um die Wasserhaltung zu betreiben, wurde auf der Stollensohle bei einer Teufe von elf Lachter eine Wasserhaltungsdampfmaschine von Franz Dinnendahl aufgestellt. Im Jahr darauf arbeiteten 36 Bergleute auf der Zeche.
1813 wurde die Wasserhaltungsdampfmaschine in Betrieb genommen und ein Maschinenschacht geteuft. Außerdem wurde mit dem Abbau begonnen, es arbeiteten 36 Bergleute auf der Zeche. Im Jahr 1816 hatte das Bergwerk drei Schächte, die Göpelschächte Theresia und Alexander und einen Maschinenschacht für die Wasserhaltung, es waren 112 Bergleute auf dem Bergwerk beschäftigt. Im Jahr 1817 ereignete sich ein Wassereinbruch aus dem Deckgebirge, sodass das Bergwerk absoff. Nachfolgend wurde das Bergwerk gesümpft und wieder mit dem Abbau begonnen. Im Januar 1818 waren auf dem Bergwerk 120 Bergleute beschäftigt, es wurde weiterhin Abbau betrieben. Im März 1820 wurde der Betrieb wegen starker Wasserzuflüsse eingestellt. Im Jahr 1822 wurde das Bergwerk unter dem Namen Zeche Vereinigte Caroline wieder in Betrieb genommen.

### Die Zeit als Vereinigte Caroline
Nach der Wiederinbetriebnahme wurde zunächst im Jahr 1822 ein zweiter Schacht geteuft. Im selben Jahr wurde die Deckgebirgsschicht durchstoßen. Die Deckgebirgsschicht hatte eine dünne Mergelschicht, damit war die Zeche Vereinigte Caroline eine der ersten Zechen im Ruhrgebiet, die unter der Mergelgrenze abbaute. Der Abbaubeginn erfolgte im Feld Immanuel, welches vorher durch die Zeche Vereinigte Roland abgebaut worden war. Die Berechtsame umfasste ein Längenfeld und ein Geviertfeld. Ab 1832 war das Bergwerk nachweislich in Betrieb. Im Jahr 1840 waren drei Schächte in Betrieb. 1845 erfolgte die vorübergehende Stilllegung des Bergwerks.
Um das Jahr 1850 gab es einen Berechtsamsstreit aufgrund des nicht genehmigten Abbaus durch die Zeche Vereinigte Roland im Feld Immanuel. 1859 wurde das Bergwerk wieder in Betrieb genommen um das Bergfreifallen der Berechtsame zu verhindern. Im Jahr 1863 war nur ganz geringer Betrieb auf dem Bergwerk und 1866 wurde das Bergwerk endgültig stillgelegt. Am 30. März 1886 und 4. Juni 1887 wurde die Berechtsame geteilt in Caroline und Caroline südliches Feld. Am 3. September 1887 wurde das südliche Feld Caroline an die Zeche Vereinigte Sellerbeck abgegeben. Im Jahr 1891 wurde der 40 Jahre andauernde Rechtsstreit gegen die Zeche Vereinigte Roland gewonnen. Da die Zeche Vereinigte Roland widerrechtlich im Feld Immanuel abgebaut hatte, musste sie den Eigentümern der Zeche Vereinigte Caroline eine Entschädigung zahlen. Im Jahr 1903 ging das Feld Caroline an die Zeche Vereinigte Roland.